# River Cocker (River Derwent)
Der River Cocker ist ein 13,5 km langer linker Nebenfluss des River Derwent im Lake District in Cumbria in England. Der Name des Flusses beruht auf dem Brythonic-Wort kukra, das ‚gebogen‘ oder ‚gewunden‘ bedeutet und den Lauf des Flusses zutreffend beschreibt.

## Flusslauf
Der River Cocker entsteht als Abfluss des Crummock Water an dessen nördlichem Ende und fließt etwa 19 km in nördlicher Richtung bis zu seiner Mündung in den River Derwent in Cockermouth.
Auch wenn die unmittelbare Quelle des River Cocker im Crummock Water liegt, sind dessen mittelbare Quellen der Zufluss aus dem Loweswater sowie der Scale Beck und Mill Beck als Zuflüsse des Crummock Water und über dessen Verbindung als Abfluss des Buttermere-Sees auch dessen Zuflüsse der Warnscale Beck und der Gatesgarthdale Beck.
Durch ungewöhnlich hohe Niederschläge im November 2009 führten sowohl der River Derwent wie auch der River Cocker sehr viel Wasser, was bei anhaltenden Niederschlägen dazu führte, dass beide Flüsse bei ihrem Aufeinandertreffen in Cockermouth über die Ufer traten und die Innenstadt von Cockermouth bis zu 2,5 m hoch unter Wasser stand.